# 月明かりのMonologue
「月明かりのMonologue」（つきあかりのモノローグ）は、新居昭乃とAKINO from bless4によるコラボシングル。2020年5月13日にFlyingDogから発売された。 
また、AKINO from bless4によるデュエット【月】シリーズの3作目にあたる楽曲である。 

## 音楽性
表題曲「月明かりのMonologue」は、テレビアニメ『八男って、それはないでしょう!』のEDテーマとして採用されており、FlyingDogに所属する2人のAKINOによるデュエットソング。
静謐で豊富な倍音を持つ歌声で知られる新居昭乃と、「創聖のアクエリオン」以来パワフルなボーカルを持ち味とするAKINO from bless4。本作は方向性の違いからこれまで共演することのなかった2人が、「ありえないけど2人の『アキノ』が同時に歌ったら？」というコンセプトの下に制作された。
優しいアコースティック・ギターのイントロに続いて月明かりのように新居昭乃の歌が始まり、そこへ朝日が少しずつ射してくるようにAKINOの歌が重なって、やがて夜が明け切るように大きなクライマックスを迎える。夜明けの時、天球で月と太陽は同時に輝く。
アニメーションED内でも暗い夜からゆっくりと夜が明けていく演出が施されている。
カップリング曲「Étoile de prière」（エトワール ド プリエール）は、「2人のアキノ」の歌とピアノだけで佇むアートな世界。2人の神々しい歌声は、心象風景を静かに、聖く描く。Étoile de prièreはフランス語で「祈りの星」の意。

### 新居昭乃
新居は、「Wアキノのデュエットということになったんですけど、そんなに名前だけで安易に決めていいのかなって（笑）。名前は同じでもAKINOちゃんはパワフルでキレのいい歌声なので、私とは全然タイプが違うから『どうなるのかな？ 大丈夫かな？』と思っていたんですけど、AKINOちゃんと声を合わせてみた時、全く違和感がなくて、その心配は必要ありませんでした。気持ちが引っ張られて高揚していく感じもありましたし、すごく楽しかったです」とインタビューでコメントしている。

### AKINO from bless4
AKINOは、「このお話をいただいた時、凄くびっくりしました（笑）。新居昭乃さんのことはもちろん知ってましたし、『犬フェス!』（2019年2月2日に開催された所属レーベル「FlyingDog」のイベント『フライングドッグ10周年記念LIVE ー犬フェス!ー』）でお会いしていましたけど、まさか一緒に歌えるなんて。すごく嬉しくてレコーディングする日をワクワクして待ってました。割と私は速い曲をパワフルに歌うことが多いんですけど、「月明かりのMonologue」をいただいて最初に聴いた時、今までとは違った雰囲気の曲だったので、自分のスタイルをキープしながらも昭乃さんに自分の声を寄せたりとか、ちょっと研究しました」とコメントしている。
また、「私達は日々生きている中で、どうしても答えが欲しいと思うことがありますよね。（「月明かりのMonologue」の）Bメロの歌詞を読んだ時、その答えは自分の心の中にあって、元々持っているものなんじゃないかなと思いました。だから、目を閉じて心の声に耳を澄ませば、自然と答えが聞こえてくるんじゃないかなと。それから、悩んでいる時や悲しい時、人は月を見上げたくなるじゃないですか。月の明かりも心の声と一緒で、私達を答えに導いてくれるものなんだろうなと思いました」と語っている。

## リリース
本作のリリースは2020年2月28日にアニメ公式X（旧：Twitter）にて発表された。

## 評価
CDジャーナルは、新居昭乃とAKINO from bless4、2人の『AKINO』による初のコラボで、異世界なろう系アニメを盛り上げていると評した。

## ミュージック・ビデオ
表題曲はMVが制作されている。撮影は2020年3月17日に行われ、4月8日（スーパームーンの日）にYouTubeで公開された。
AKINOは「昭乃さんとスタジオで向かい合って歌いました。レコーディングは別々だったので、直接お目にかかるのは『犬フェス!』以来で最初はすごく緊張しました。でも、一緒に歌っていくうちにどんどん絆が深まっていって、楽しい撮影になりました。2人の絆や現場の良い雰囲気を感じていただけるMVになったと思います」とコメントしている。
新居は「しっかり言葉を交わす時間もなく撮影に入ることになってしまったんですけど、カメラが回る前にAKINOちゃんと向かい合って、2人でアカペラで歌って、歌詞を確かめ合うことができたんです。そうしたら、ずっと前から友達だったような気持ちになれて、一気に打ち解けることができました。伊達に同じ名前じゃないなという息の合い方でした（笑）。今回のMVは、AKINOちゃんと初めて一緒に歌った楽しい時間を記録できたことで、私にとって大切な作品になりました。2人が一緒にいる新鮮さとか、音楽を合わせることができた喜びとか、得るものはいろいろあったんですけど、一番はAKINOちゃんが可愛くて大好きになったということでした」とコメントしている。

## ライヴ・パフォーマンス
2020年7月25日、 AKINO from bless4のソロデビュー15周年を記念したオンラインコンサート『一万年と二千年前から愛してる』内で、「月明かりのMonologue」・「Étoile de prière」の2曲が初披露された（ZAIKO有料配信）。

## チャート
| チャート（2020年） | 最高位 | 最高位   |
| チャート（2020年） | 週間   | デイリー |
| ------------------ | ------ | -------- |
| オリコン（CD週間） | 40     | 15       |

## シングル収録曲
シングルCD
| #         | タイトル                              | 作詞・作曲・編曲 | ストリングスアレンジ | 時間  |
| --------- | ------------------------------------- | ---------------- | -------------------- | ----- |
| 1.        | 「月明かりのMonologue」               | Motokiyo         | 菊谷知樹             | 4:25  |
| 2.        | 「Étoile de prière」                  | 橋本一子         |                      | 5:32  |
| 3.        | 「月明かりのMonologue」(Instrumental) |                  |                      |       |
| 4.        | 「Étoile de prière」(Instrumental)    |                  |                      |       |
| 合計時間: | 合計時間:                             | 合計時間:        | 合計時間:            | 19:51 |

## メディアでの使用
| 月明かりのMonologue | テレビアニメ『八男って、それはないでしょう!』EDテーマ |

## 収録アルバム
| タイトル            | アルバム                 | 発売日        | 備考                 |
| ------------------- | ------------------------ | ------------- | -------------------- |
| 月明かりのMonologue | 『your ears, our years』 | 2021年3月24日 | AKINO ベストアルバム |
| Étoile de prière    | 『your ears, our years』 | 2021年3月24日 | AKINO ベストアルバム |

## スタッフ・クレジット
Vocal by AKINO arai × AKINO from bless4

### 楽曲Staff
01.「月明かりのMonologue」
- Drums : 佐野康夫
- Bass：渡辺等
- Piano : 岸田勇気
- Guitar : 菊谷知樹
- Strings : 室屋光一郎ストリングス
- Arranged : Motokiyo
- Strings Arranged : 菊谷知樹
- Recording ＆ Mixed : 唐澤千文
- Assisted : 金子創姿 / 日浦佑弥
- Recording Coordinated : 三上桂吾

02.「Étoile de prière」
- Piano : 橋本一子
- Arranged : 橋本一子
- Recording ＆ Mixed：中山佳敬
- Assisted : 後藤哲

Mastered : 山崎一重

### Art Staff
- Cover Illustration : 藤ちょこ
- Photographer ＆ Designer : タカハシアキラ
- Editorial Coordinator : 藤田奈美

### アーティスト
新居昭乃
- Hair ＆ Make-up Artist : 杉山正子
- Artist Management : 吉川森里 / 加藤悠氣
- A＆R : 井上裕香子

AKINO from bless4
- Hair ＆ Make-up Artist : KOMAKI
- Stylist : AKINO
- Artist Management : YOSHI / AKASHI

promoter : 福尾龍也 / 毛利友紀
Producer : 石川吉元